# Agar.io
Agar.io je multiplayerová webová hra vytvořená Matheusem Valadaresem. Jméno této hry je odvozeno od látky agar. Hra je naprogramována v jazyce JavaScript a C++.

## Historie hry
Hra byla vydána 28. dubna 2015. Měla rychlý úspěch a brzy se zařadila mezi 1000 nejnavštěvovanějších internetových stránek. V červenci 2015 byla vytvořena také mobilní verze. Ta byla během prvního víkendu stažena více než 7 milionkrát.
Agar.io bylo velmi populární v Turecku během voleb v červnu 2015. Dvě turecké politické strany (HDP a CHP) dokonce použily logo hry na svých volebních plakátech jako symbol podpory.

## Princip hry
Ve hře se nachází pět módů. Ty si hráč, spolu se jménem, může vybrat na výchozí obrazovce.

### FFA mód
FFA mód je základním módem hry. Hráč na začátku ovládá malou kuličku. Cílem všech hráčů je se zvětšit na tolik, aby byly největší na serveru. Toho mohou docílit sbíráním agaru (malé nehýbající se kuličky) nebo pohlcením ostatních hráčů. Čím je hráč větší, tím pomaleji se pohybuje. Na mapě se také nachází virusy (zelená ozubená kola), do kterých se hráč může schovat. Pokud je však hráčova koule větší než virus, tak se hráčova koule rozdělí na malé kuličky. Maximální počet kuliček, na které se může koule rozdělit je 16. V pravém horním rohu obrazovky je tabulka s deseti jmény největších hráčů na serveru. V boji proti teamování byl do tohoto módu zaveden anti-teaming mechanismus, který aktivuje hráč, když narazí na alespoň tři virusy během jediné minuty. Tento princip je stále kritizován mnohými hráči, protože hráči se naučili spolupracovat jiným způsobem a ve výsledku mnohdy na tento mechanismus doplatí hráči, co hrají solo.

### Párty
Na rozdíl od FFA módu je v tomto módu povoleno týmování a neplatí zde anti-teaming mechanismus. Hráč zde může hrát s přáteli, které si přes speciální URL adresu pozve.

### Battle Royal
Všichni hráči začnou hrát ve stejnou dobu, začnou si co nejvíce zvětšovat svoji kuličku, jelikož po nějaké době se začne mapa zmenšovat. Od té doby dost záleží, jak jste začali, jelikož se čím více začnete potkávat s ostatními hráči. Když se mapa začne zmenšovat, tak se dá jet i ven z vyznačeného prostoru, ale okamžitě vám to začne ubírat velikost a rozdělovat na mini-kuličky. Na začátku hraje přibližně 20 hráčů, tento mód skončí, jakmile zbývá poslední hráč.

### Týmová hra
Hráči jsou na začátku rozděleni do tří týmů - červení, zelení a modří. Cílem hráče je, aby jeho tým co nejdéle vítězil.

### Experimental
Mód byl vytvořen s původním záměrem pro experimentování nových věcí. V případě pozitivní odezvy by se daná věc přidala do základního módu. V experimentálním módu se chová virus mírně odlišně na rozdíl od FFA módu, navíc se zde nachází dva odlišné typy virusů.

## Ovládání
Směr pohybu koule se ovládá pomocí pohybu myši. Stisknutím klávesy Mezerník se může hráč rozdělit a zaútočit tak na nepřátele. Klávesou W hráč může vyhodit do prostoru malou kouli, kterou poté nemůže ovládat, ale může posloužit jako návnada.